# Кабур
Кабур (фр. Cabourg) насеље је и општина у северној Француској у региону Доња Нормандија, у департману Калвадос која припада префектури Кан.
По подацима из 2011. године у општини је живело 3800 становника, а густина насељености је износила 688,41 становника/km². Општина се простире на површини од 5,52 km². Налази се на средњој надморској висини од 5 метара (максималној 15 m, а минималној 0 m).

## Демографија
| 1962. | 1968. | 1975. | 1982. | 1990. | 1999. | 2011. |
| ----- | ----- | ----- | ----- | ----- | ----- | ----- |
| 3.022 | 3.067 | 3.308 | 3.238 | 3.355 | 3.520 | 3.800 |

График промене броја становника у току последњих година